# مقتل إياد الحلاق

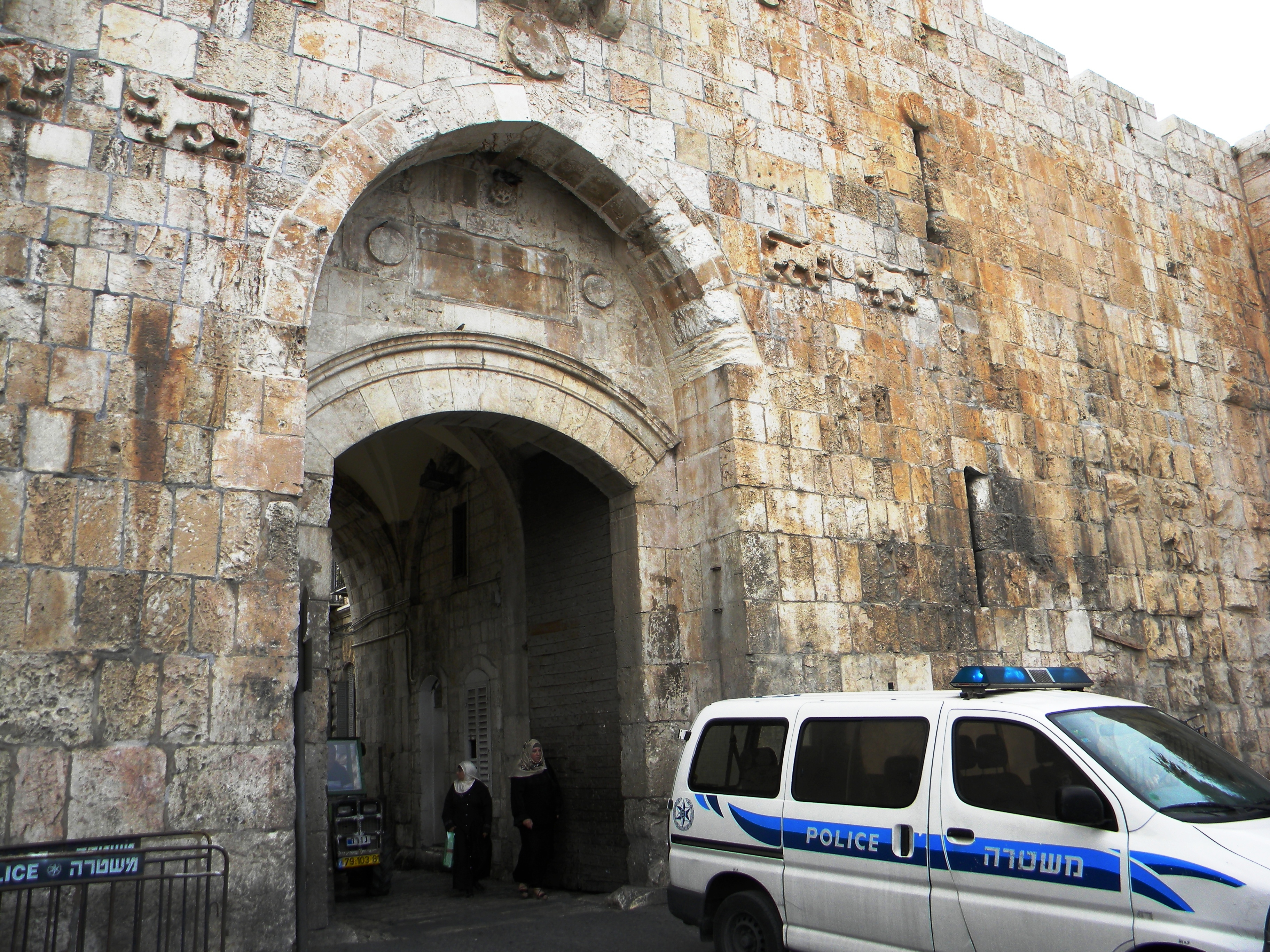
باب الأسباط

إيَّاد خيري روحي الحَلَّاق (1988 في وادي الجوز، القدس – 30 مايو 2020 في باب الأسباط، القدس) هو شابٌ فلسطيني مُصاب بالتوحُّد، قتلتهُ شرطة حرس حدود إسرائيل (مشمار جفول) بالرَّصَّاص نتيجة عدم وقوفه عند حاجز تفتيش لها قرب باب الأسباط في القدس، بعد هروبه من المكان بدأ ضُبَّاط الشرطة إطلاق النار صوبه حيث بيّن التشريح إصابته برصاصتين اخترقت جسده من أصل سبع رصاصات أُطلقت عليه.
قالت عائلة الحلاق أنه كانَ مصابًا بالتوحد، ويعاني من تأخر في النمو العقلي وأن مستواه في التفكير لا يتجاوز طفل في السابعة من عمره، وهو كان يتردد إلى مؤسسة للأشخاص ذوي الإعاقة يوميًا. وازن أصدقاء وعائلة الحلاق والأمين العام لمُنظمة التحرير الفلسطينية صائب عريقات مع مقتل جورج فلويد.
أعلنت عائلة الحلاق في 23 يوليو 2020 عزمها تشكيل فريق قانوني بالتعاون مع مجموعة من المحامين لمتابعة ملف قتل إياد الحلاق.

## الحادث
في 30 مايو 2020، كان الحلاق ومرشدته «وردة» يسيران إلى مدرسة «البكرية» للتعليم الخاص التي تقدم خدمات رعاية لذوي الإعاقة في القدس القديمة عندما اقتربوا من نقطة تفتيش للشرطة قرب باب الأسباط.
كانت مسيرة الحلاق اليومية من منزله في حي وادي الجوز بالقدس القديمة، حمل كيس قُمامة المنزل للتخلص منها في طريقه إلى المؤسسة التي اعتاد الذهاب إليها منذ 2014 في غرفة للقُمامة قرب باب الأسباط الذي يتواجد عليه نقطة تفتيش للشرطة.
أصبح الحلاق في موضع شك من جهة ضباط الشرطة المُناوبون عندما وضع الحلاق يده في جيبه لأجل هاتفه المحمول. بدأ الضباط بالصراخ، ويبدو إن الحلاق لم يفهم أوامرهم بالتوقف، هرب سيرًا على الأقدام واختبأ في غرفة للقُمامة. حاوت معلمته «وردة» إخبارهم أنه من ذوي الإعاقة وبإمكانهم التحقق من هويته لكن الضباط الثلاثة حافظوا على مسافة وفتحوا النار.
ادعت الشرطة الإسرائيلية في بيانٍ لها أنَّ الحَلاق كان يُعتقد أنه يحمل سلاحًا بعد أن رصَد الضباط شيئًا يشبه المُسدس. وأنه عندما لم يطع أوامر الضباط طاردوه. ذكرت محطة تلفزيون محلية أنه لُوحِقَ في زقاق مسدود، وأمر ضابط كبير بوقف إطلاق النار بعد دخول الزقاق. وبحسب ما ورد تجاهل ضابط ثان الأوامر وأطلق حوالي ست أو سبع طلقات من بندقية إم 16 أودت بحياة الحلاق. اكتشف لاحقًا أنه لم يكن بحوزته سلاح عندما فُتِشَ بعد وفاته. ظن الجنود أن الحلاق يريد القيام بعملية للمقاومة الفلسطينية.

## ما بعد الحادث
بعد ذلك، تم استجواب الضباط المُتورطين في إطلاق النار، وأصدر أحدهم بيان تعازي لعائلة الحَلاق من خلال محاميه في مقابلةٍ مع راديو الجيش الإسرائيلي. وبحسب ما ورد كان الضابط الذي استمر في إطلاق النار مجندًا جديدًا، وقد جادل مُحاميه بأنَّه كان في خطر حقيقي.
طالبت عائلة الحلاق سلطات الاحتلال الإسرائيلي بنشر محتويات كاميرات المراقبة، حيثُ تُغطي كاميرات مراقبة الجيش الإسرائيلي المدينة القديمة بكثافة.
نَظمت اللجان الشعبية للمقاومة وفصائل العمل الوطني الفلسطيني وقفة أمام كنيسة المهد في مدينة بيت لحم في 2 يونيو 2020، احتجاجًا على القتل العنصري المتواصل الذي تمارسه قوات الاحتلال الإسرائيلي وتضامنًا مع الأمريكيين من أصول إفريقية بعد مقتل جورج فلويد. كما نُظمت احتجاجاتٍ مُماثلة في القدس لذوي الإعاقة في محيط باب الساهرة، وباب العامود إلا أن الشرطة الإسرائيلية منعت إقامتها واعتقلت المشاركين.
أجرى المركز الوطني للطب العدلي الإسرائيلي في أبو كبير تشريحًا لجثمان إياد الحلاق بمشاركة طبيب فلسطيني، حيث أكد أشرف القاضي الطبيب الفلسطيني وجود رصاصتين في القسم العلوي من الجسم في البطن والقفص الصدري بعكس ما أدعاه شُرطي حرس الحدود خلال التحقيقات أنه أطلق النار أسفل الجسم.
قررت وكالة المخابرات الإسرائيلية (الموساد) تسليم جثمان الحلاق لدفنه مع تحديد مسار الجنازة، حيث تسلمت جمعية الهلال الأحمر الفلسطيني الجثمان في حي الشيخ جراح ومن ثم نقلته إلى مستشفى جمعية المقاصد الخيرية الإسلامية في جبل الزيتون. جرى دفن الحلاق في مقبرة المجاهدين في شارع صلاح الدين بمشاركة آلالاف وقع خلالها مواجهات مع الشرطة الإسرائيلية.
حاول الحاخام الإسرائيلي اليمني المتطرف يهودا غليك اقتحام خيمة عزاء إياد الحلاق، لكنه تعرض لتصدي من شبان بالقدس وطُرد بالقوة من سرادق العزاء، فضلًا عن لكمه وإصابته.

## ردود الفعل

### محليًا
قالت ديانا، شقيقة الحلَّاق، للصحفيين إنَّ:«الشرطي الذي فعل ذلك لن يحصل على ما يستحقه، يجب سجنه. لكنني أعلم بأنه لن يفعلوا شيئا بحقه؛ لن يفعلوا شيئا لأن [إياد] فلسطيني.»
عبر رئيس دولة فلسطين محمود عباس عن استنكاره وإدانته لهذه «الجريمة البشعة»، وطالب بمحاسبة إسرائيل. فيما حملت حركة فتح مسؤولية الحادثة لرئيس الوزراء الإسرائيلي وحكومته ووصفتها بأنها «جريمة حرب». ذكرت حركة حماس إن «الحادثة تؤكد إجرام قادة الاحتلال وساديتهم»، وأصدرت تحذيراتٍ من انتفاضة جديدة. فيما وصفت الجبهة الشعبية لتحرير فلسطين الحادثة بأنها «جريمة مكتملة الأركان» وتؤكد على طبيعة الاحتلال الإسرائيلي «الإجرامية الفاشية».
دعا أمين سر اللجنة التنفيذية لمنظمة التحرير الفلسطينية صائب عريقات المحكمة الجنائية الدولية لفتح تحقيق في الحادثة وطالب برفع الحصانة عن إسرائيل فورًا ومحاسبتها.
ردد أيمن عودة رئيس القائمة العربية المشتركة في الكنيست الإسرائيلي مخاوف بشأن عدم معاقبة الضباط، مستخدمًا تويتر لنشر مخاوف بشأن «التستر المتوقع» وأن العدالة لن تتحقق إلا عندما «يَعرف الشعب الفلسطيني الحرية والاستقلال».
في 7 يونيو 2020، أَعربَ رئيس الوزراء الإسرائيلي بنيامين نتانياهو عَن تعازيه وقالَ إنَّه «يتوقع إجراء تحقيق كامل في هذه المسألة». وقالَ أيضًا إنَّ الحادث كان «مُأساة».
ناقش وزير الجيش الإسرائيلي بيني غانتس، القضية في اجتماع أسبوعي لمجلس الوزراء الإسرائيلي في اليوم التالي، مُشيرًا إلى أنَّ الحُكومة تشعر بالأسف حيال الحادث وتقاسم حزن العائلات أثناء دعوتها إلى تحقيق سريع. كما حضر بنيامين نتنياهو ولم يُعلق على الحادث.

### دوليًا
وَصَف مكتب مفوض الأمم المتحدة السامي لحقوق الإنسان جريمة القتل بأنها «الاستخدام الروتيني للقوة المميتة من قبل قواتِ الأمن الإسرائيلية ضد الفلسطينيين في قطاع غزة والضفة الغربية بما في ذلك القدس الشرقية». وتابع البيان بالتشديد على ضرورةِ استخدام أقل قوة مُمكنة لمُعالجة أي موقف. كما اتهمت إسرائيل بعدم الشفافية بشأن قواعد الاشتباك، التي تتعارض مع لوائح القانون الدولي.
قدم المنسق الخاص للأمم المتحدة لعملية السلام في الشرق الأوسط نيكولاي ملادينوف، في تغريدة له على موقع «تويتر»:«أقدم التعازي القلبية لأسرة إياد، الفلسطيني الأعزل، قتل بالرصاص في القدس، مأساة كان يمكن ويجب تجنبها! على السلطات أن تحقق بسرعة وتتأكد من عدم السماح بتكرار مثل هذه الحوادث.» 
وكتبت بعثة الاتحاد الأوروبي في الأراضي الفلسطينية، أنه:«قدمت بعثة الاتحاد الأوروبي تعازيها لعائلة الحلاق الذي قتل على يد الشرطة الإسرائيلية، يجب على السلطات التحقيق مع المسؤولين ومحاسبتهم، مع بذل كل جهد ممكن لضمان عدم السماح بحدوث مثل هذه الحوادث مرة أخرى.»
وكتب القنصل البريطاني العام بالقدس، فيليب هول، قائلاً:«أحزنني جداً خبر وفاة الشاب إياد حلاق بعد أن أطلقت الشرطة الإسرائيلية النار عليه، أتقدم بأحر التعازي لعائلته، آمل أن يتم التروي وبذل كل الجهود الممكنة لتجنب أي خسائر غير ضرورية في المستقبل.»
كذلك قال سفير بريطانيا لدى إسرائيل، نيل ويغن:«شعرت بحزن عميق لوفاة إياد خيري الحلاق بعد أن أطلقت عليه الشرطة الإسرائيلية النار في القدس الشرقية، خالص التعازي لأسرته، آمل أن يتم تعلم الدروس، وبذل كل جهد ممكن لتجنب الخسائر في الأرواح التي لا داعي لها في المستقبل.»

## حياة الفلسطينيين مهمة
أطلق نشطاء في وسائل التواصل الاجتماعي حملة إلكترونية تحت وسم «#حياة_الفلسطينيين_مهمة» (بالإنجليزية: #PalestinianLivesMatter)‏ تقليدًا للحملة الإلكترونية التي خرجت بعد مقتل جورج فلويد الأمريكي ذو الأصول الأفريقية وما تبع ذلك تفاعل واسع عبر منصات التواصل الاجتماعي.

## تبرئة المتهم
في 6 يوليو 2023، أصدرت محكمة الاحتلال الإسرائيلي المركزية في القدس قرارًا بتبرئة الشرطي المتهم بقتل الحلاق، حيث استندت القاضية التي أصدرت الحكم بأن المتهم اعتقد خاطئًا أن الشخص الذي وقف أمامه إرهابي، ولم يكن على معرفة بكون الحلاق ذا احتياجات خاصة. في أعقاب إصدار الحكم، عبّر وزير الأمن القومي إيتمار بن غفير عن رضاه وسعادته، واصفًا الجنود الإسرائيليين بأبطال يدافعون بأجسادهم عن دولة إسرائيل ومرسلًا إليهم "عناقًا ودعمًا كاملًا". في المقابل، أثار الحكم حفيظة المحامي رمزي كتيلات، ممثل عائلة الحلاق، الذي ردّ بأن ادعاء الشرطي بالحاجة للدفاع عن نفسه في الوقت الذي كان فيه الحلاق في وضع ضعيف وليست بإمكانه المقاومة هو حجة واهية، وأردف أن هذا الحكم هو وصمة عار على جهاز القضاء الإسرائيلي.
أعربت المحكمة في الختام عن أملها في أن "تُستخلص العبر من هذه الحادثة، سواء في تعليم نظرية القتال أو لدى أولئك الذين يعتنون بذوي الاحتياجات الخاصة، أو على الأقل أنّ الحدث سيرفع الوعي حول إمكانية حدوث سلوك مختلف أيضًا بسبب احتياجات خاصة".